# Vallès
|  | Per a altres significats, vegeu «Faust Vallès i Vega». |

|  | Pel que fa al municipi valencià de la Costera, vegeu Vallés |

Localització del Vallès (límits fins a abril de 2015)

El Vallès és un territori històric de Catalunya que en la divisió comarcal de 1936 quedà subdividit en les comarques del Vallès Occidental i el Vallès Oriental. Els seus límits orogràfics els marcarien, a grans trets, la Serralada Litoral al sud, la Serralada Prelitoral al nord i els rius Tordera (est) i Llobregat (oest).
Així, el Vallès és una regió natural i històrica del llevant del Principat de Catalunya, que per la seva extensió i nombre d'habitants, més que no pas per diferències acusades, va ser dividida en dues comarques: el Vallès Occidental i el Vallès Oriental.
La creació dels partits judicials el 1834 va dividir la comarca al voltant de dos centres: el partit judicial de Terrassa, amb els municipis que aproximadament formarien el Vallès Occidental el 1936, i el partit judicial de Granollers, amb els municipis que aproximadament van formar el Vallès Oriental el 1936.
El gentilicis del Vallès unit són vallesà i vallesana. Les dues comarques resultants de la divisió no en van crear de nous i, per tant, mantenen els mateixos com a propis. És a dir, tant un sabadellenc o un terrassenc com un granollerí diria: "Jo soc vallesà".